# Mieczysław Koba
Mieczysław Koba (ur. 1930 w Kutkorzu, zm. 2009 w Kłodzku) – sybirak, mechanik samochodowy, działacz sportowy i społeczny.

## Życiorys
Urodził się w 1930 roku w Kutkorzu, na Kresach Wschodnich. 10 lutego 1940 roku został zesłany wraz z rodziną do Komijskiej Autonomicznej Socjalistycznej Republiki Radzieckiej. Po zakończeniu II wojny światowej osiedlił się w 1946 roku w Kłodzku. W 1957 roku ukończył studia na Wydziale Mechanicznym Politechniki Wrocławskiej. Pracował następnie do 1991 roku w branży samochodowej, transportowej i technicznej w Kłodzku. W latach 1974–1978 pełnił funkcję prezesa kłodzkiej delegatury Dolnośląskiego Automobilklubu. W 1984 roku otrzymał brązową, srebrną i złotą odznakę Polskiego Związku Motorowego za zasługi w sporcie motorowym. W 1991 roku dostał złotą odznakę Stowarzyszenia Inżynierów Techniki Samochodowej i Ruchu Drogowego. Należał do propagatorów historii zesłań w kłodzkich szkołach. W latach 1993–1996 był prezesem koła Związku Sybiraków w Kłodzku. Z jego inicjatywy skwer między ulicami: Daszyńskiego, Zawiszy Czarnego, Spadzistej i Nad Kanałem otrzymał nazwę Parku Sybiraków. Następnie pełnił obowiązki wiceprezesa Oddziału ZS w Wałbrzychu. Za swoją działalność otrzymał w 1999 roku Odznakę Honorową Sybiraka, a w 2006 roku Krzyż Zesłańców Sybiru.